# Ole Kirk
 Der er flere personer med dette navn, se Ole Kirk (dommer).
Ole Christian Christensen Kirk (9. oktober 1788 i Stadil Sogn – 24. januar 1876 i Ulfborg) var en dansk bonde og politiker.
Han var søn af Christen Jepsen Kirk (1753-1839) og Maren Jeppesdatter (1754-1837). Faderen var oprindelig husmand, men havde ved tilkøb dannet sig en lille gård, kaldet Kirkegård. Han havde 9 børn, og for hvert barn, han fik, købte han en ko til. Ole Kirk blev allerede som 12 års dreng vinterskolelærer og drev senere lidt handel, fik 1816 ved sit giftermål en lille gård, men solgte den snart og overtog faderens. Han overdrog denne til en broder og købte 1823 Ebbensgård i Ulfborg Sogn, som han drev indtil 1872. Han var en udmærket landmand og drev gården, som var i dårlig stand, op til en mønstergård; var ivrig for hedeplantning og fremkaldte 1831 det første nørrejyske dyrskue. Han var 1842-53 formand for sogneforstanderskabet og 1842-48 medlem af amtsrådet, men blev især kendt som stænderdeputeret i alle samlinger fra 1836-48. Han kom tidligt til at spille en rolle, var allerede 1836 medlem af 7 udvalg og stillede et par vigtige forslag om ophævelse af skoletvang og om almindelig værnepligt. Han tog især del i alle forhandlinger vedrørende landbospørgsmål og forsvarede sine meninger med ejendommelig kraft i korte og fyndige taler. Med stor skarphed og bitterhed angreb han alle privilegier, kæmpede for selvejendom i modsætning til fæste og ville have hoveriet afløst samt forbud imod at pålægge husmænd arbejde i stedet for lejeafgift. Men han var også talsmand for, at døtrene skulle have lige arveret med sønnerne, hvad der først indrømmedes 1857. Kirk lagde mindre vægt på en konstitutionel forfatning og ville forinden have alle misforhold mellem samfundsklasserne udjævnede; især frygtede han et adeligt overhus, som ville hindre kongen i at fremme folkets almene vel. Derimod var han en afgjort forsvarer af pressefriheden som middel til at udbrede oplysning, hvad der for ham var en hovedsag.
1848 valgtes Kirk til den grundlovgivende Rigsforsamling, hvor han hørte til den konservative side: Han var imod almindelig valgret, fordi han ikke troede almuen tilstrækkelig moden og oplyst og frygtede for, at den skulle lade sig vildlede; men han ønskede heller intet tokammersystem og foretrak et enkelt ting med klassevalg. I februar 1849 blev han udnævnt til medlem af landbokommissionen, men trak sig i maj tilbage herfra. 1853 optrådte han imod det nationalliberale partis opposition og søgte valg til Folketinget i Ringkøbing Amts 1. kreds, men uden held. I Ringkjøbing Amtstidende, som han 1842 havde været med at grundlægge, skrev han jævnlig artikler, især indtil 1860, men optrådte her endnu i oktober 1873 imod Det forenede Venstre. I sin levemåde var han overmåde tarvelig og sparsommelig og udtalte megen misnøje med den forfinelse og pyntelyst, som greb bondestanden. Han døde 24. januar 1876. 1846 var han blevet Dannebrogsmand.
Kirk havde 25. februar 1816 ægtet Mette Christensdatter (1799-1869), datter af gårdejer Christen Sørensen
i Halkær, Stadil Sogn. Begge er begravet på Ulfborg Kirkegård.
Ole Kirk er poortrætteret på Constantin Hansens maleri fra 1860-64 af Den grundlovgivende Rigsforsamling (Frederiksborgmuseet) og på litografiet af Viborg stænder 1844 af Emil Bærentzen efter L.A. Smiths tegning. Træsnit 1874 af H.P. Hansen og 1888. En mindesten blev rejst i Ebbensgårds have 1888.